# 安迪·古德
安德魯·布萊恩·「安迪」·古德（Andrew Brian "Andy" Goode，1960年1月30日—），是一名英格蘭退役男子羽球運動員，出生於韋林花園市。
1978年，安迪·古德與理查·普爾瑟一起贏得法國羽球公開賽男子雙打冠軍。1979年，他獲得蘇格蘭羽球公開賽、法國羽球公開賽男子單打冠軍。1981年，他贏得愛爾蘭羽球公開賽男子單打冠軍，同時與蓋瑞·史考特一起贏得男子雙打冠打。同年，他也贏得法國公開賽與蘇格蘭公開賽男子雙打冠軍，搭檔分別為史蒂夫·貝德雷與蓋瑞·史考特。
1982年，安迪·古德在的歐洲羽球錦標賽上與雷·史蒂文斯一起贏得了雙打銅牌。1984年，他與奈傑爾·提爾一起贏得荷蘭羽球公開賽男子雙打冠軍。1986年，他與費歐娜·艾略特一起贏得荷蘭羽球公開賽、蘇格蘭羽球公開賽混合雙打冠軍。在1992年夏季奧運會羽球比賽男子雙打項目，他與克里斯·亨特在第二輪輸掉了比賽而獲得第9名。